# Skravelberget större 14

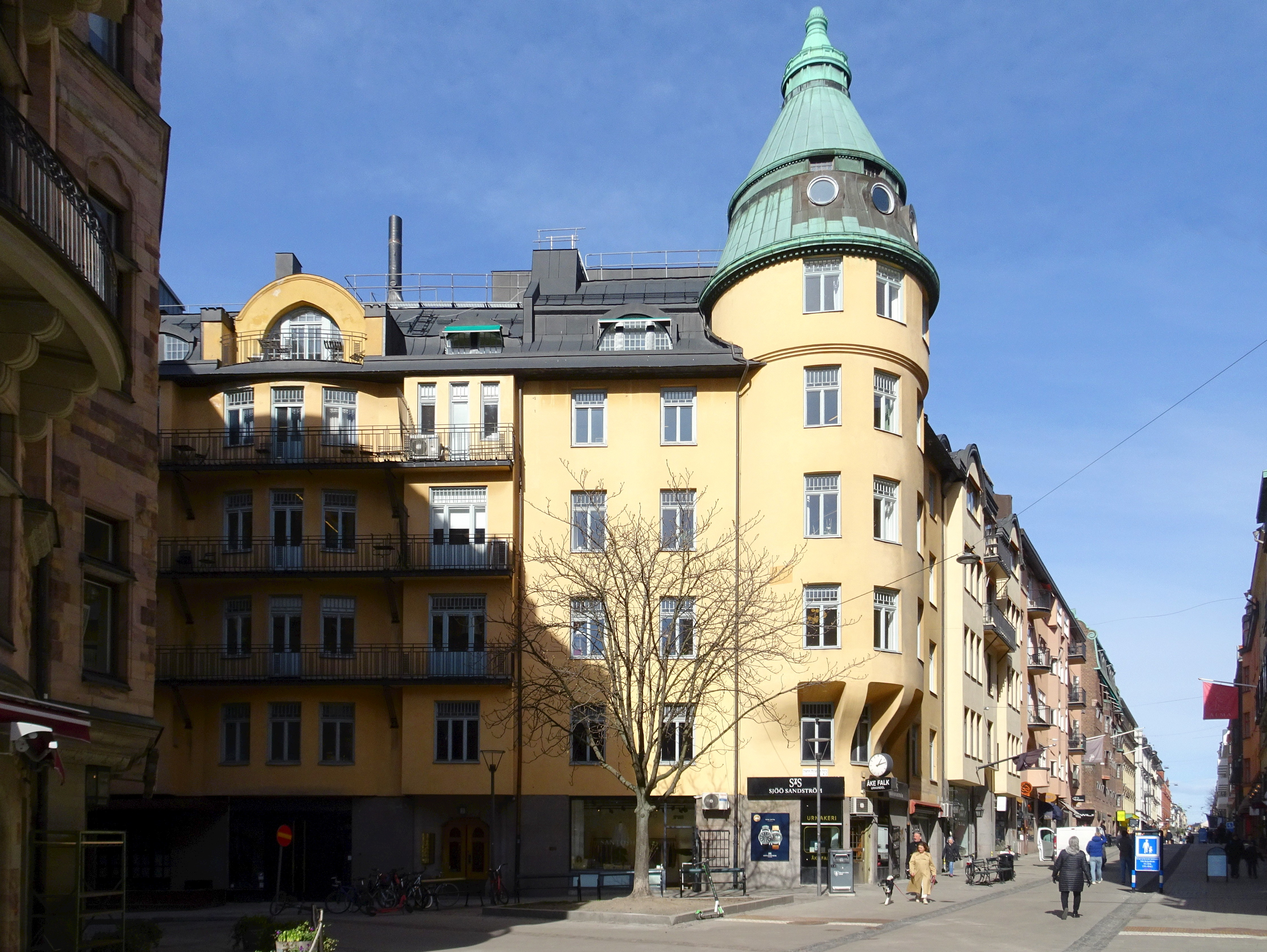
Skravelberget Större 14, vy norrut längs Nybrogatan, april 2021

Skravelberget större 14 är ett kulturhistoriskt värdefullt bostadshus i kvarteret Skravelberget större vid hörnet Nybrogatan 5 / Ingmar Bergmans gata 2 på Östermalm i Stockholm. Byggnaden stod färdig år 1911 och är grönmärkt av Stadsmuseet i Stockholm vilket innebär att den bedöms vara "särskilt värdefull från historisk, kulturhistorisk, miljömässig eller konstnärlig synpunkt".

## Kvarteret
Kvarteret Skravelberget större redovisas med ungefär samma läge på Petrus Tillaeus karta från 1733. Kvarteret har sin pendang i kvarteret Skravelberget mindre som ligger sydväst om Skravelberget större i stadsdelen Norrmalm. Namnet härrör från ett ”skrovligt” berg vid namn Skravelberget som låg ungefär där kvarteret Riddaren utbreder sig. Sin nuvarande form fick Skravelberget större i samband med att Birger Jarlsgatan drogs fram här på 1880-talet varvid Grev Turegatans södra del försvann tillsammans med den äldre bebyggelsen. Ursprungligen delades kvarteret i 11 tomter och efter nydaningen kring sekelskiftet 1900 i sju fastigheter. Idag (2021) består Skravelberget större av sex fastigheter: 1, 11, 14, 19, 20 och 22.

## Byggnadsbeskrivning

### Exteriör

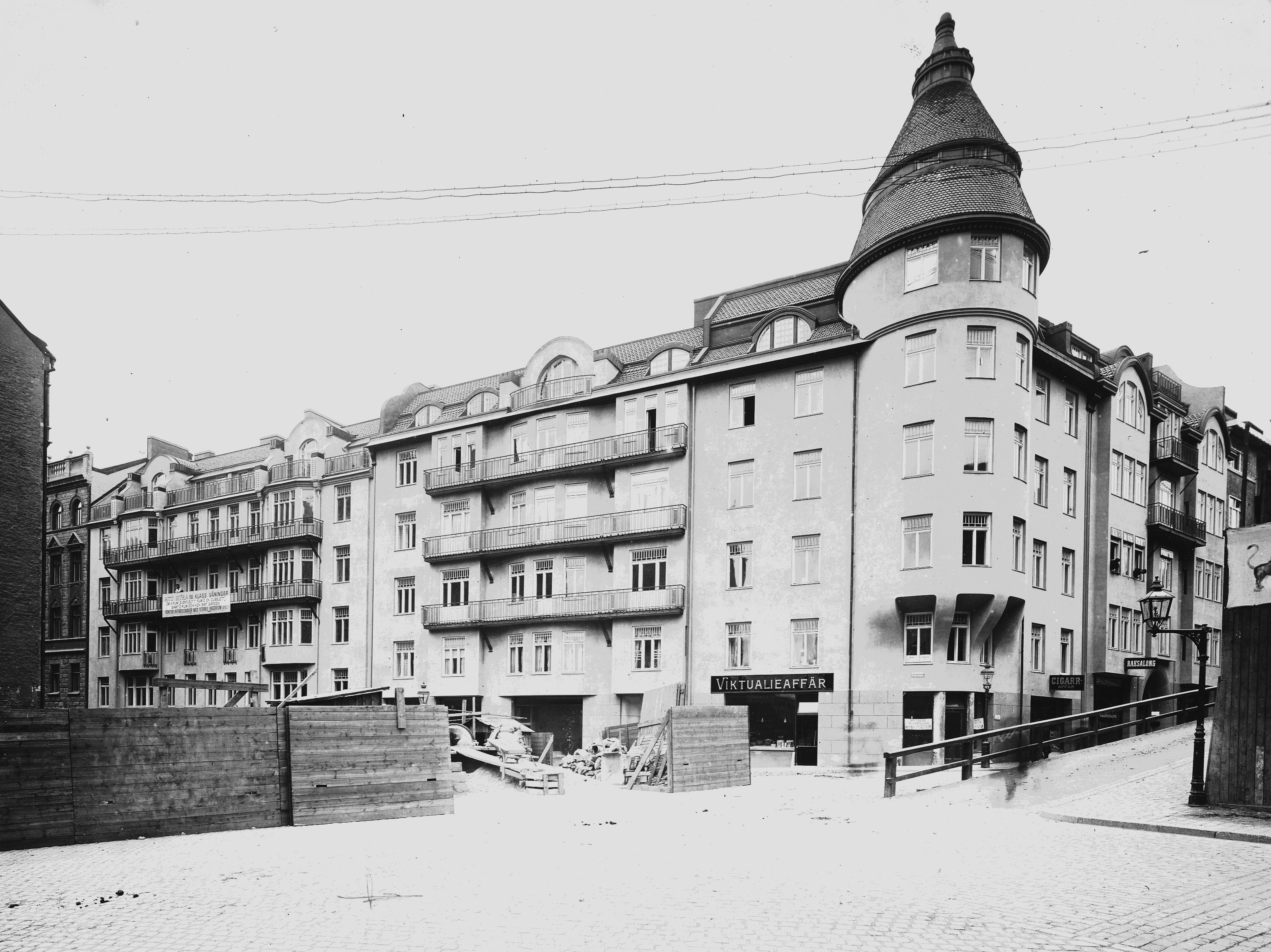
Skravelberget större 13, 14 och 15 (räknat från höger), just färdigställt 1911.

Fastigheten Skravelberget större 14 uppfördes mellan 1908 och 1911 tillsammans med grannhusen Skravelberget större 13 och 15 vid Nybrogatan 7 respektive dåvarande Smålandsgatan 4. Uppdragsgivare var byggnadsingenjören Johan Adolf Lundegren vilken stod som byggherre även för fastigheten Skravelberget större 11 vid Riddargatan 12. Lundegren anlitade arkitektkontoret Hagström & Ekman att rita samtliga tre byggnader som kom att utgöra en sammanhängande enhet med snarlik arkitektur. Byggmästare och konstruktör var AB Skånska cementgjuteriet.
Hagström & Ekman ritade en byggnad i fem våningar med delvis inredd vind och butikslokaler i bottenvåningen. Husets exteriör accentueras av ett karakteristiskt hörntorn med en hög, konformad och kopparklädd tornhuv i två våningar. Som framgår av bygglovsritningarna från 1909 fanns från början en variant utan hörntorn. Mot Ingmar Bergmans gata märks två burspråk som är sammankopplade med smala, längsgående balkonger i tre våningar. Fasaderna är slätputsade och numera avfärgade i gul kulör, i höjd med bottenvåningen klädda med granitskivor. Stilen är sen jugend blandad med nationalromantiska element som var typiska för byggnader uppförda i Stockholm på 1910-talet. Fasaderna mot gården gestaltades enklare med putsade ytor utan särskilda utsmyckningar.

### Interiör
Huvudentrén är från Ingmar Bergmans gata nr 2. Ekporten är ursprunglig och glasad med facettslipat glas samt smyckad med sniderier visande växtmotiv. Entréhallen innanför har ljust marmorgolv med grön fris, bröstpaneler som upptar golvets material och färg, däröver marmoreringsmålade väggar i ljusgul kulör och brunmålade takbjälkar. Den ursprungliga planlösningen visar på våningsplanen en enda stor lägenhet bestående av nio rum och kök, därtill tre jungfrurum, serveringsgång och två tamburer. Köksregionen nåddes via en separat kökstrappa, som bruklig vid dåtidens stora högre stånds-lägenheter. Salongen / salen kunde avdelas med skjutdörrar och avtecknar sig utåt genom ett utbuktande fasadparti mellan burspråken som har sin motsvarighet mot bakgården. Redan på 1910-talet kontoriserades delar av husets bostäder, bland annat fanns en läkarmottagning kombinerad med bostad på våning 1 trappa.

### Originalritningar från 1909

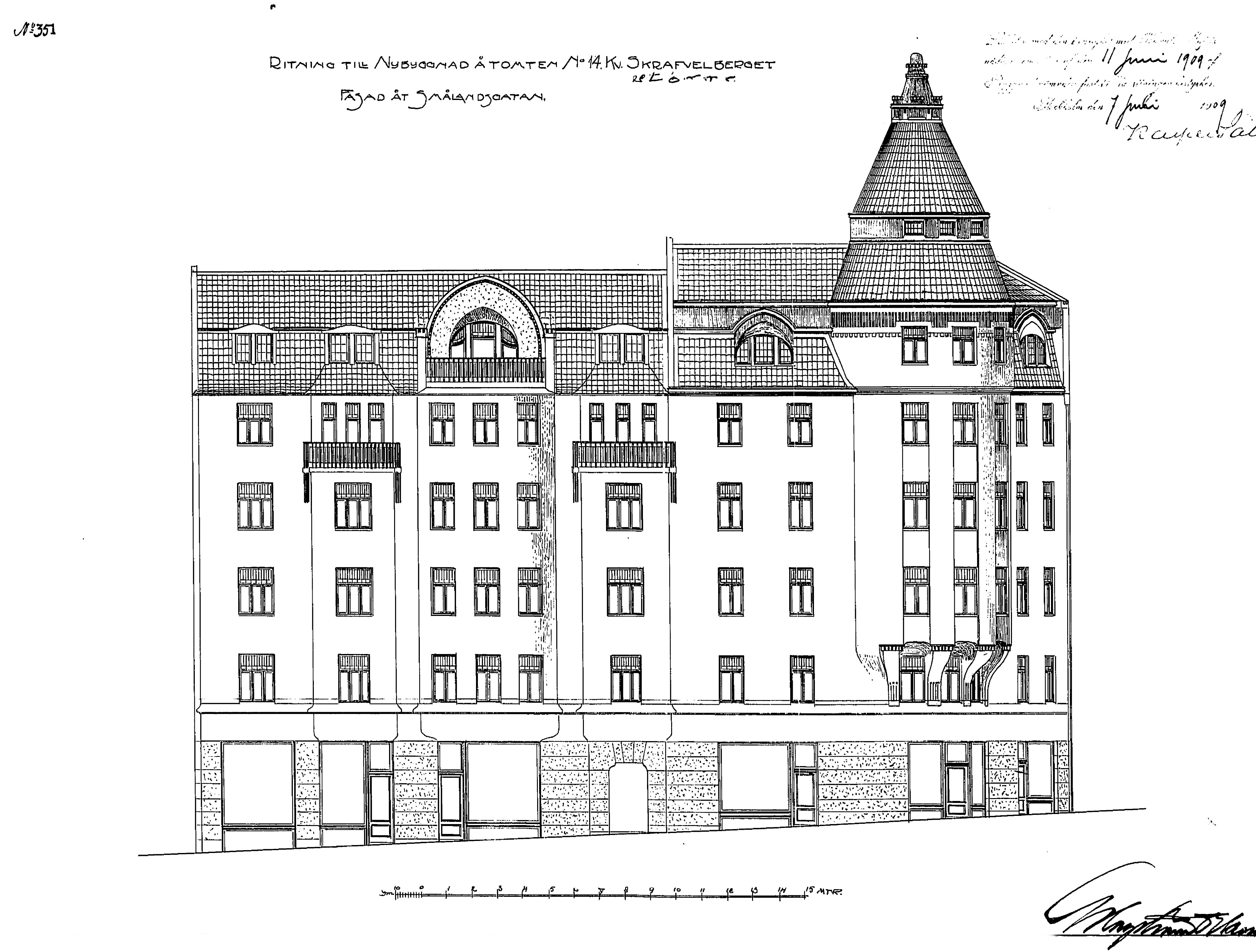
Fasad mot Smålandsgatan.
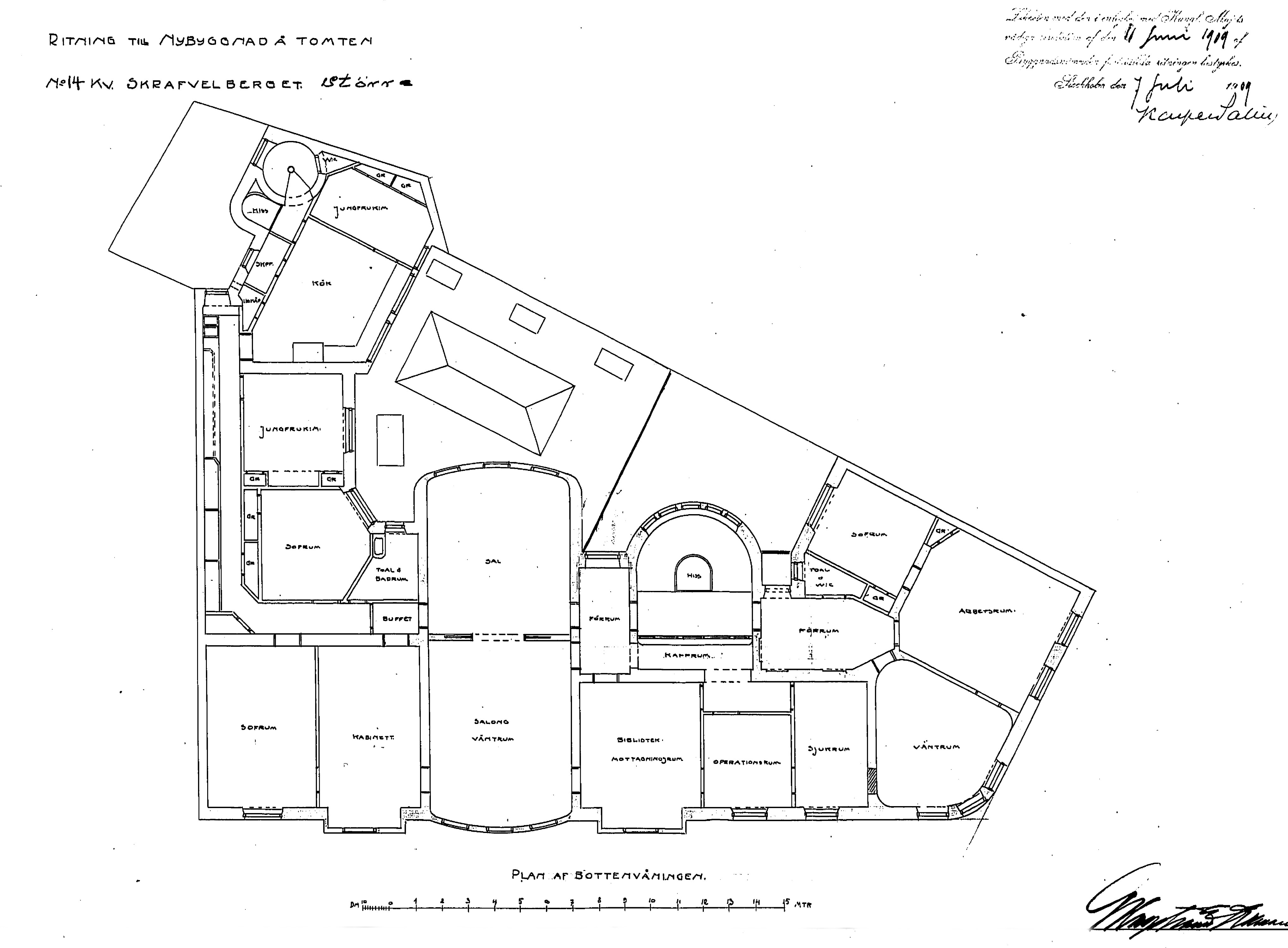
Bottenvåningen.
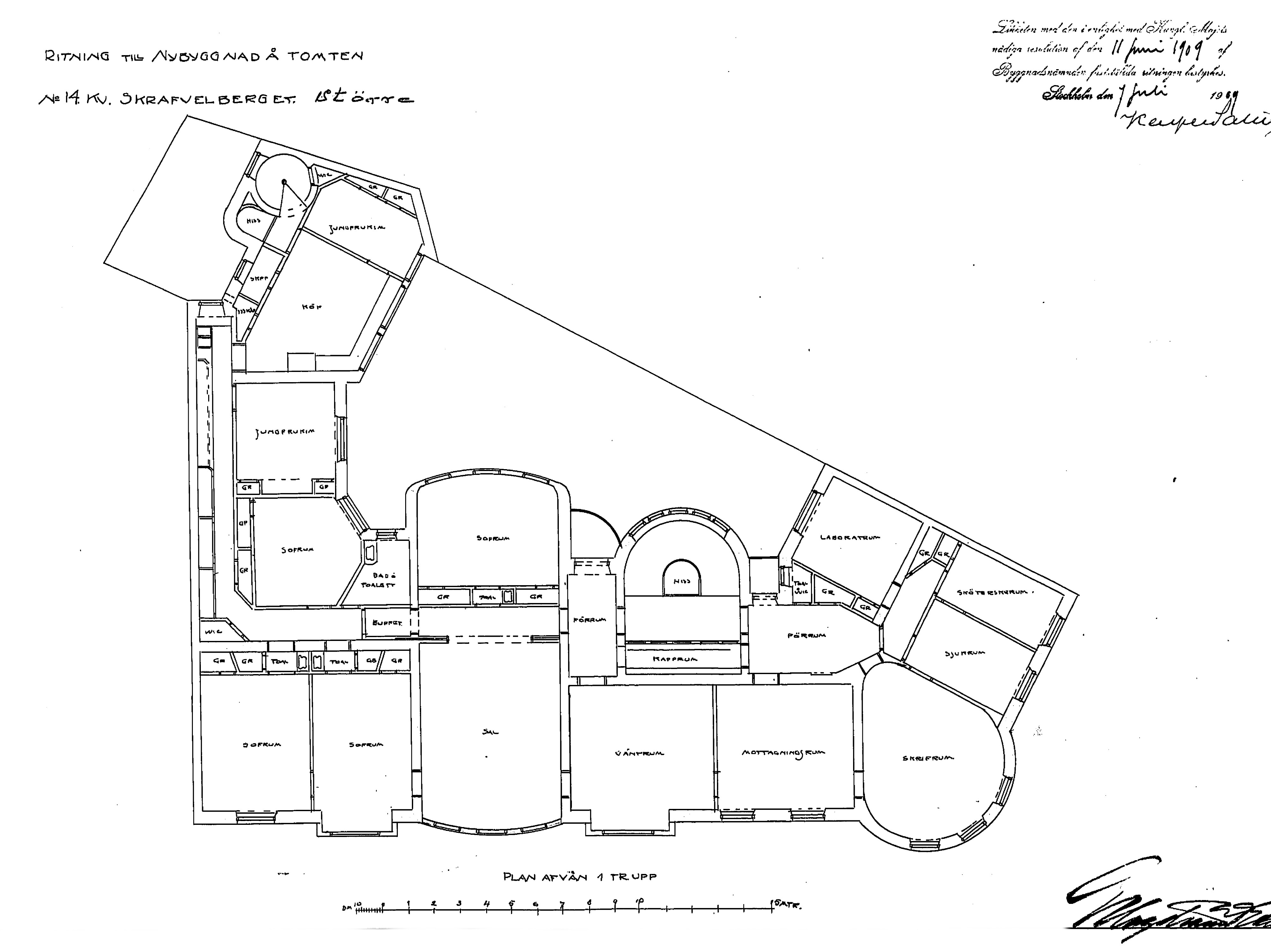
Våning 1 trappa.
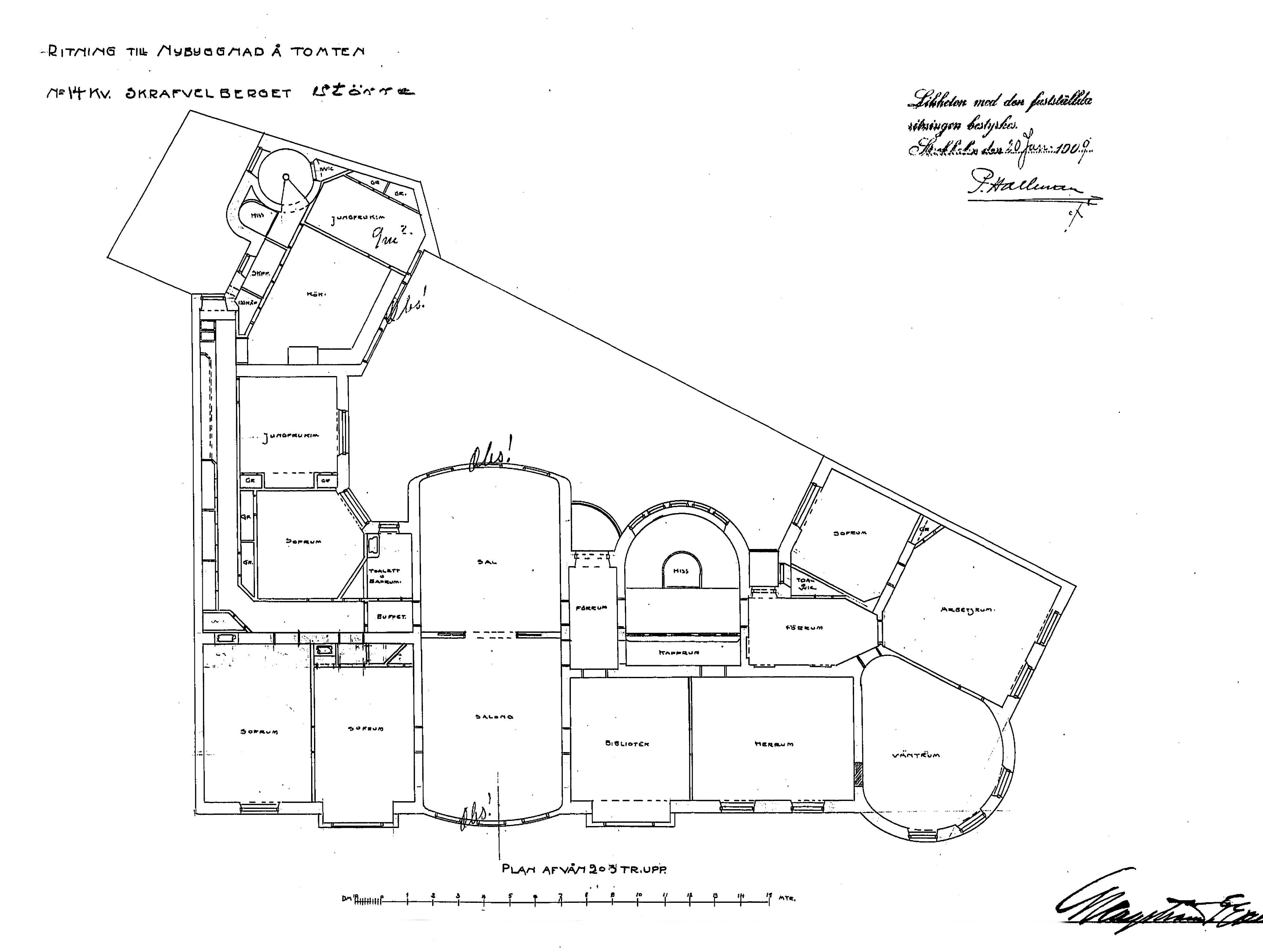
Våning 2 och 3 trappor.
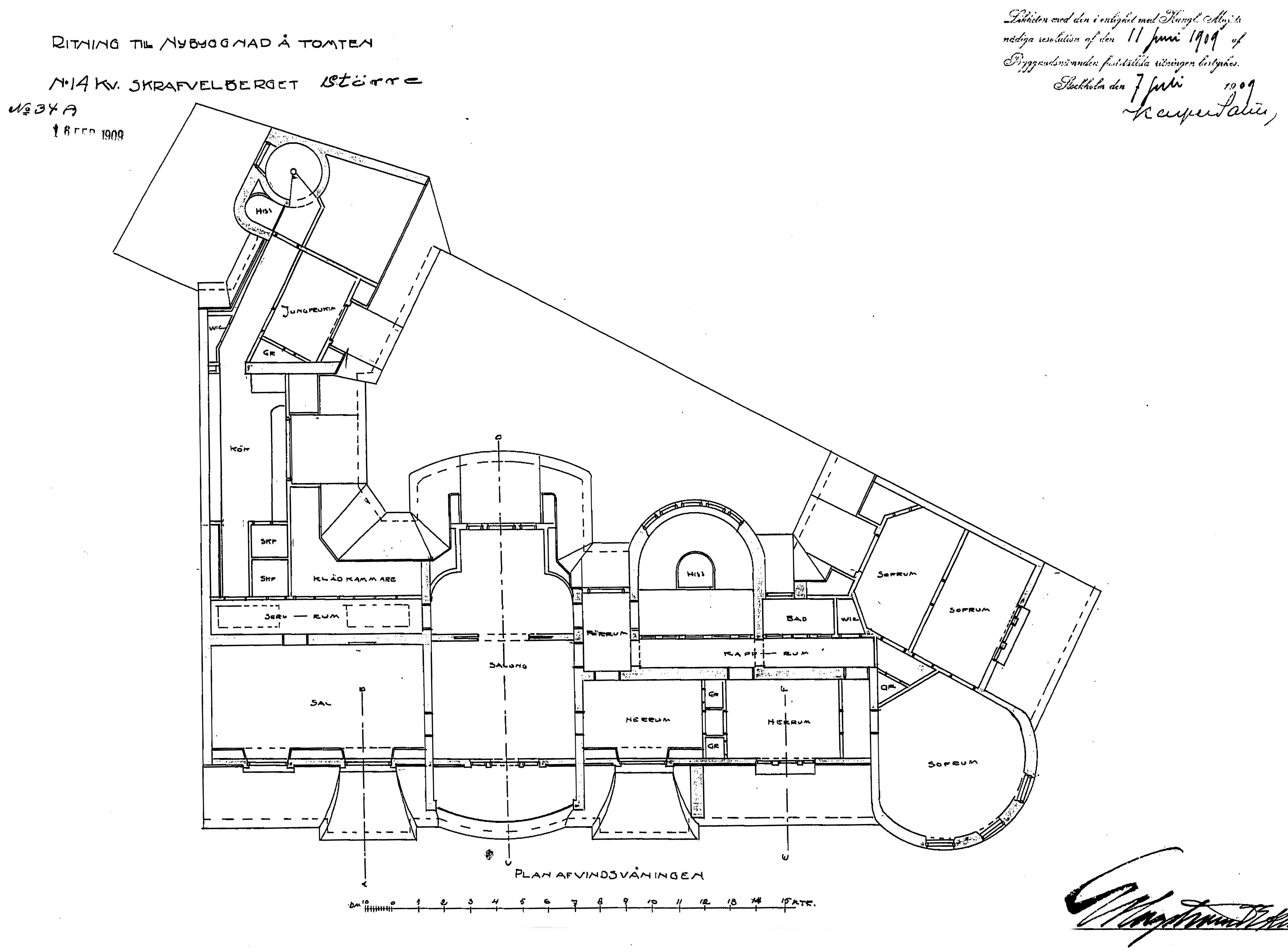
Vindsvåningen.

## Ägare
Lundegren byggde på spekulation och sålde fastigheten direkt efter färdigställande 1912 till greven J.C. De la Gardie som även kom att bosätta sig i huset. Skravelberget större 14 ägdes på 1970-talet av Stiftelsen Telefondirektören H T Cedergrens Uppfostringsfond. År 2021 var ägaren fastighetsbolaget SEB Trygg Liv. Grannhuset till höger (Nybrogatan 7) finns fortfarande bevarat medan grannhuset till vänster (dåvarande Smålandsgatan 4) revs i början på 1960-talet och ersattes av en kontorsfastighet ritad av arkitekt Anders Tengbom.

### Nutida bilder

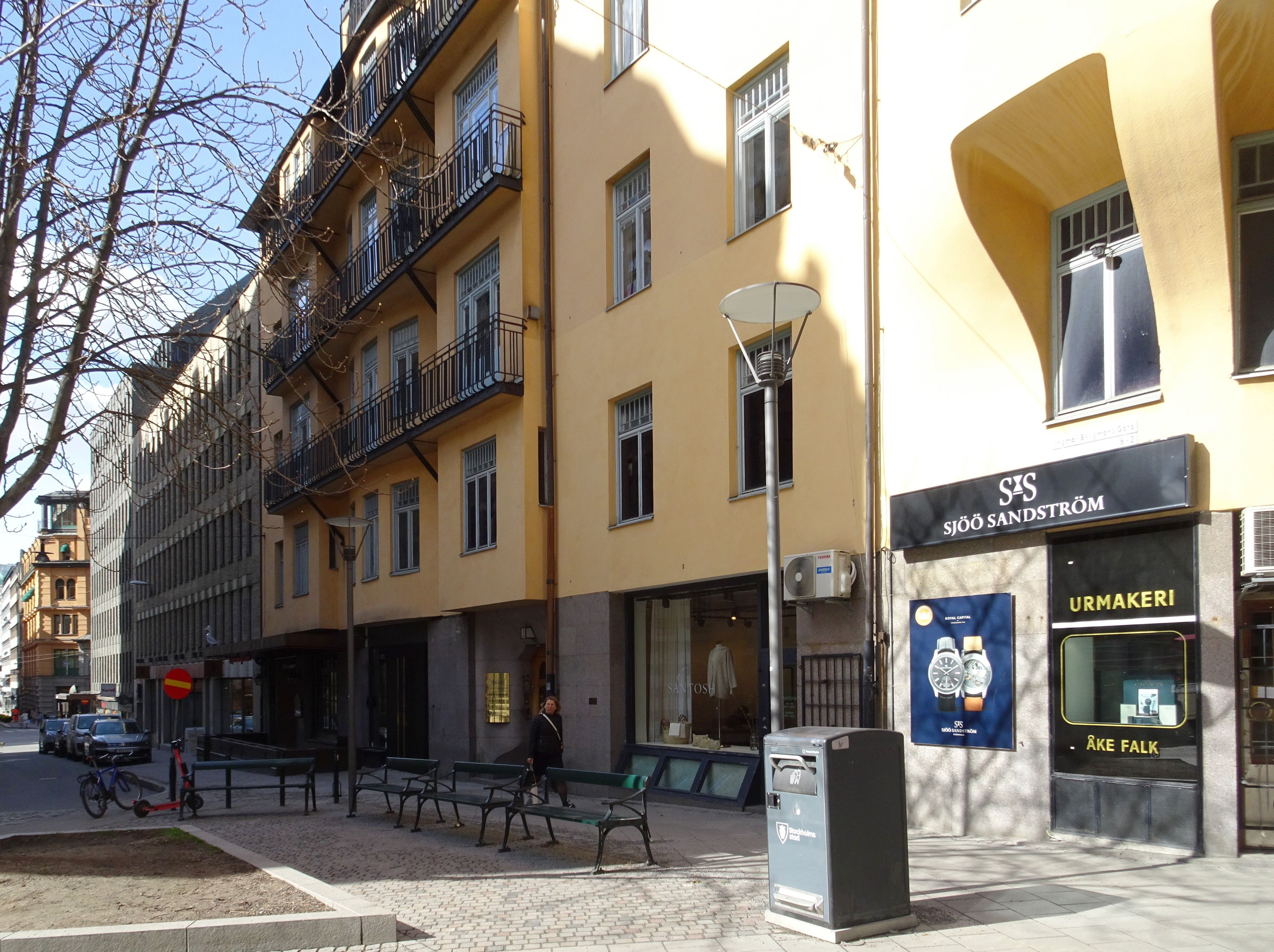
Vy längs Ingmar Bergmans gata.
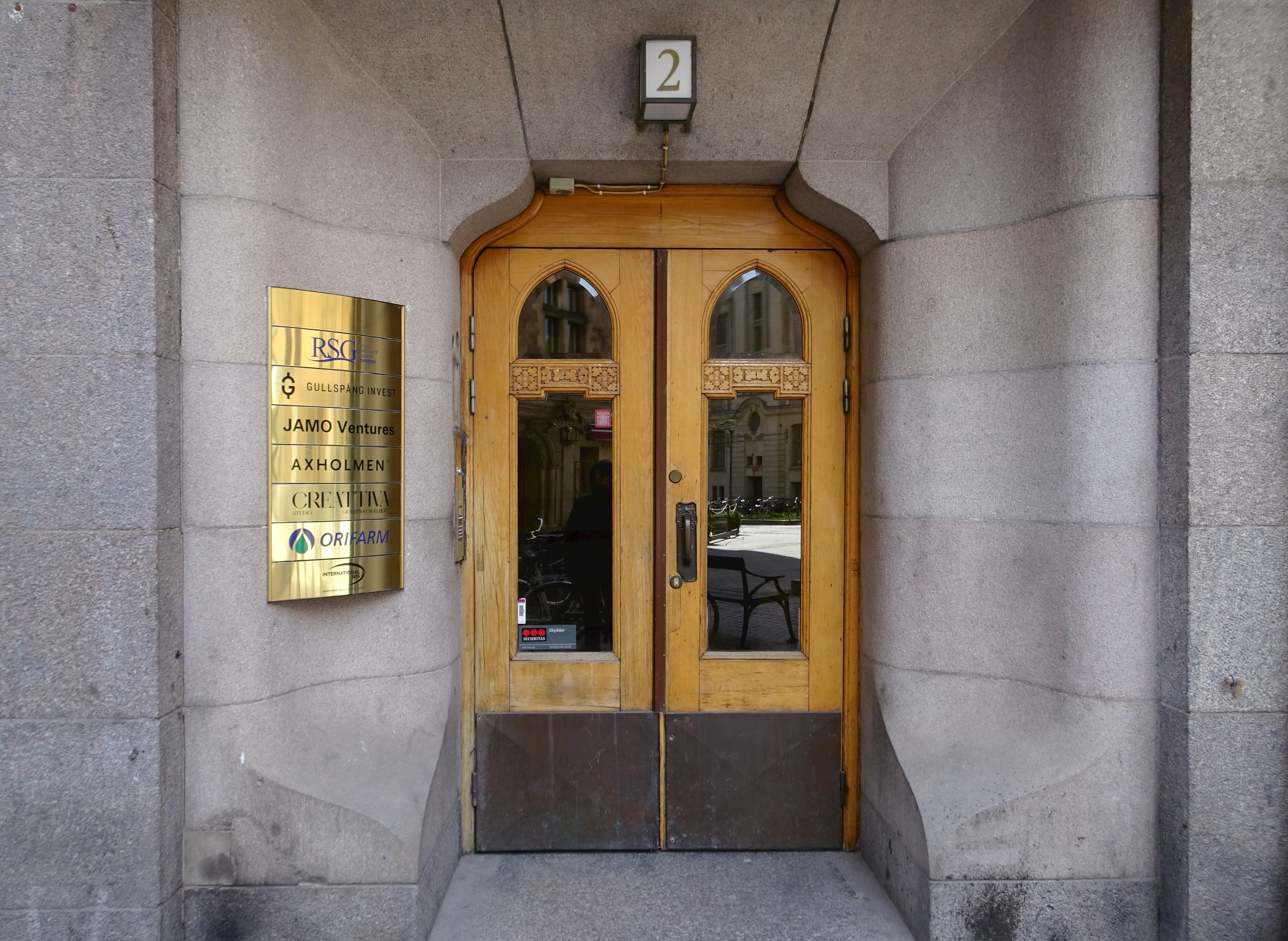
Huvudentrén, Ingmar Bergmans gata 2.
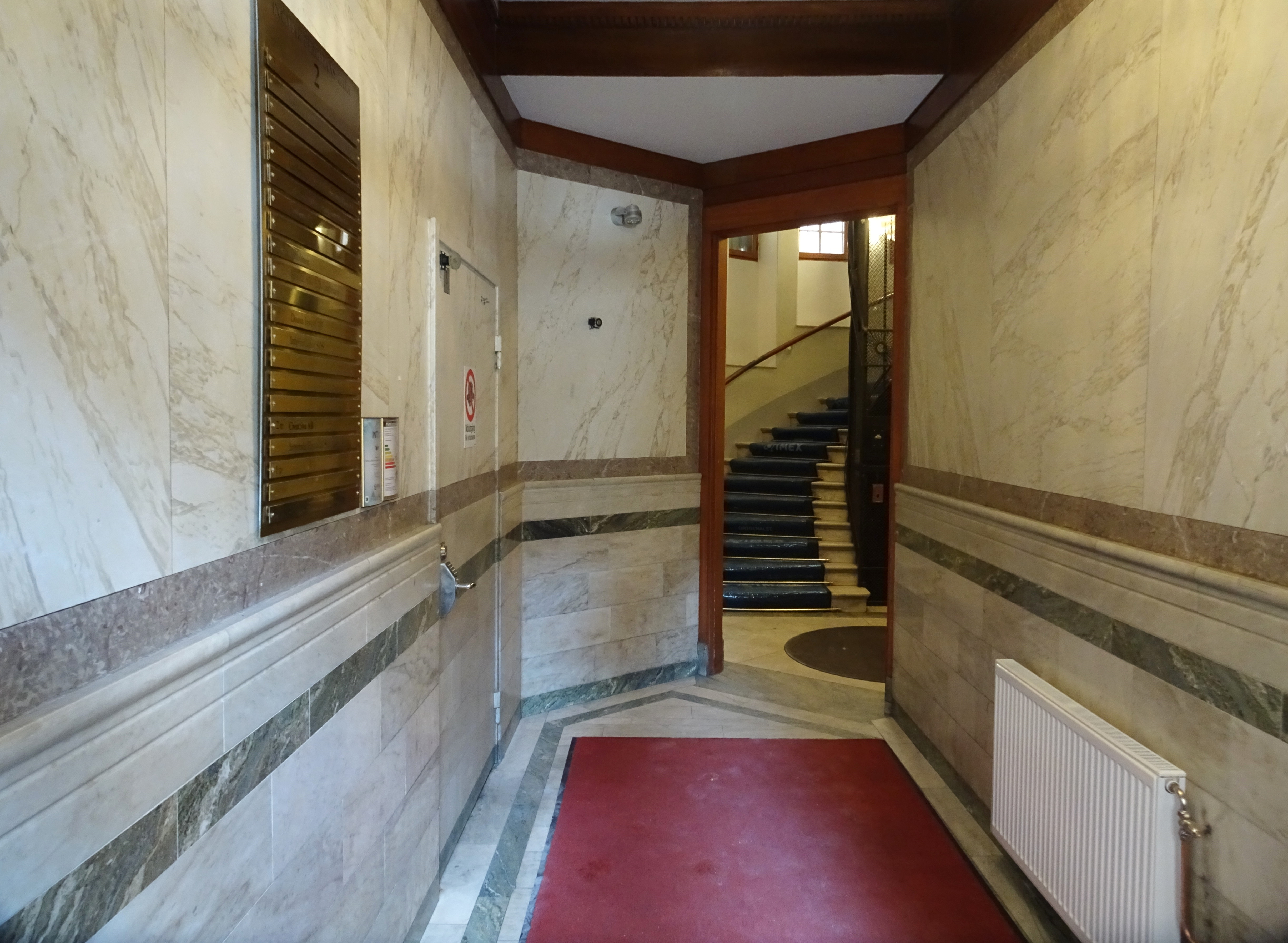
Entréhallen.
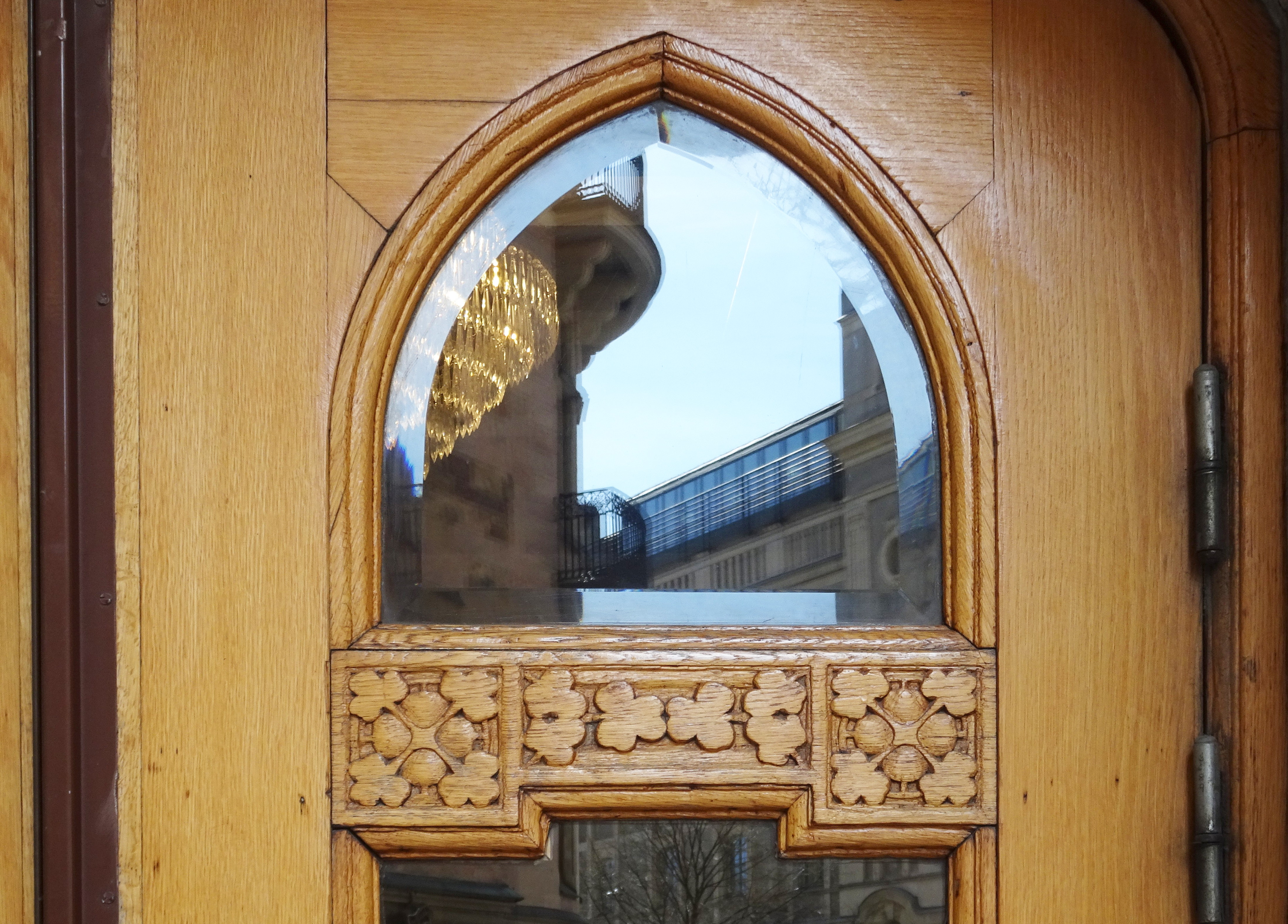
Entréport, detalj.
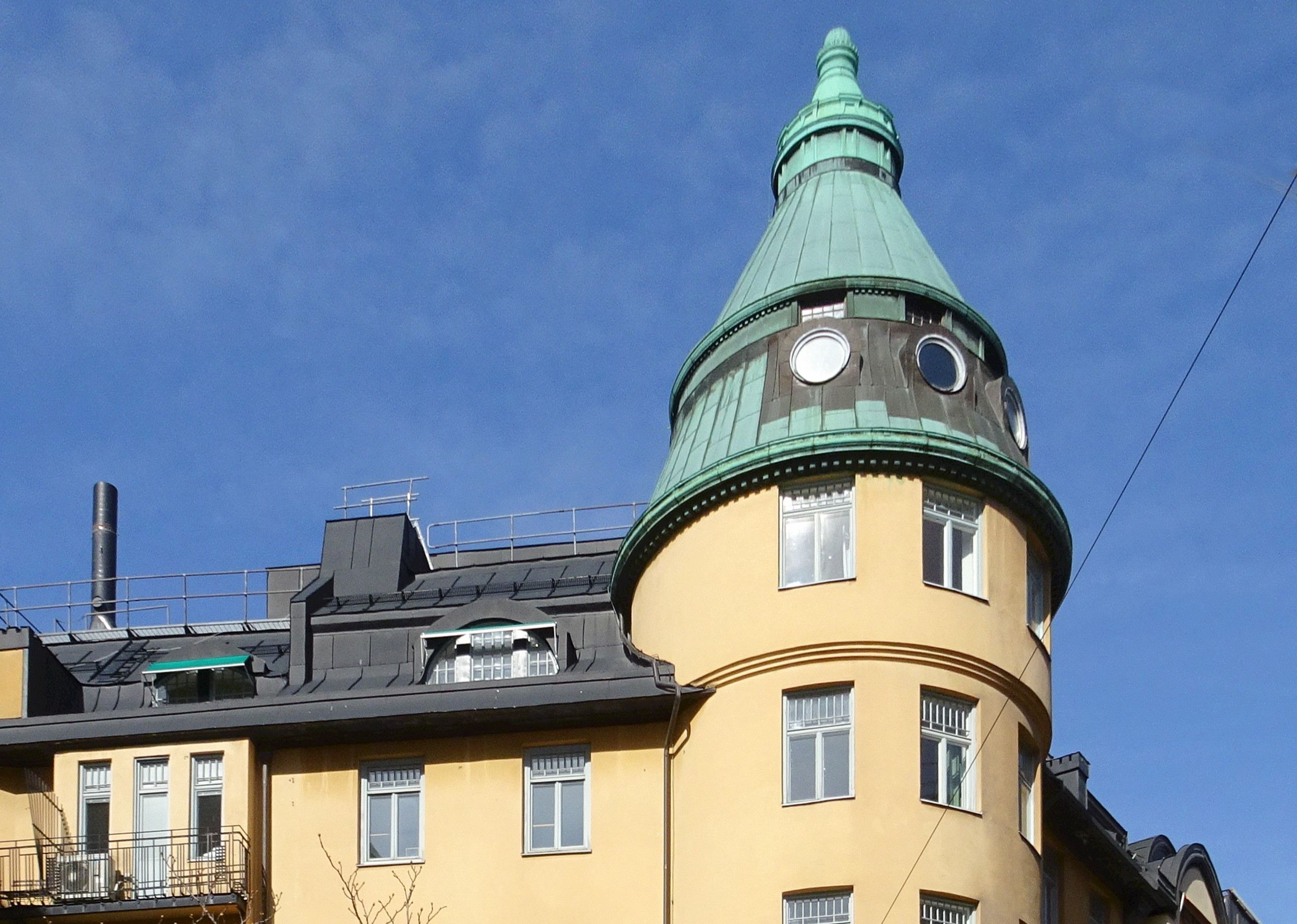
Hörntornet.